# Vezzano (Chiusi della Verna)
Vezzano è una frazione di Chiusi della Verna, in provincia di Arezzo.

## Etimologia
Probabilmente il nome Vezzano deriva dalla denominazione in lingua volgare di ristagni d’acqua prossimi al borgo, che venivano chiamati "vizzai".

## Storia
Il borgo di Vezzano, di origine etrusco-romana, nel Medioevo aveva importanza strategica rispetto al Castello di Chiusi, di cui era avamposto e difesa, voluto dall’imperatore Enrico III.
Il nucleo di case tipicamente in pietra, si costruisce attorno alla chiesa madre di Chiusi della Verna, dedicata alla Vergine Maria Assunta in cielo. Questa piccola chiesa ha il titolo di Pieve, che veniva dato alle parrocchie con fonte battesimale che avevano altre chiese filiali. L’antico fonte battesimale in pietra si trova tutt’ora al suo interno.
Nella seconda metà del novecento sono stati riportati alla luce: un antico portale d’ingresso, una monofora e un monumentale battistero, che permettono di datare anche l’età stessa della Chiesa di Santa Maria Assunta in cielo intorno all’XI-XII secolo. 
All’esterno della pieve, sul lato destro, è affissa una targa che riporta «Si tramanda essere stato qui battezzato Michelangelo Buonarroti Simoni cittadino di nobilissima stirpe». Chiusi della Verna è infatti noto anche per la disputa, con il paese di Caprese Michelangelo, dei natali di Michelangelo Buonarroti e, conseguentemente, del battesimo.
Vezzano conobbe negli anni anche momenti di abbandono, come tramandano alcune visite pastorali del XV secolo.